# 安德烈亞·貝盧齊
安德烈亞·貝盧齊（義大利語：Andrea Belluzzi，1968年3月23日—）是一位聖馬利諾的政治家，於2015年4月至2015年10月與羅伯特·文圖里尼同時擔任執政官。在擔任執政官之前，他也曾經是大議會的一員，並曾擔任律師。